# Поляна (Стародубський район)
Поляна - спорожніле селище в Стародубському муніципальному окрузі Брянської області.

## Географія
Знаходиться в південній частині Брянської області на відстані приблизно 36 км на південь-південний схід від районного центру міста Стародуб.

## Історія
Населений пункт згадується з другої половини XVIII століття як хутір Сави Горла, входив до 2-ї полкової сотні Стародубського полку. У 1892 році тут (хутір Стародубського повіту Чернігівської губернії) числилось 9 дворів. На карті 1941 року показано поселення з 33 дворами. До 2020 року селище входило до складу Понурівського сільського поселення Стародубського району до їх скасування. Станом на 2020 рік населений пункт безлюдний.

## Населення
Населення: 41 особа (1892 рік), 8 осіб у 2002 році (росіян 100 %), 1 особа у 2010.